# Eugène-Henri Gravelotte
Eugène-Henri Gravelotte (født 6. februar 1876 i Paris, død 28. august 1939 i Bénodet) var en fransk fægter.

## Fægtekarriere
Gravelotte fægtede for klubben Salle Carrichon og deltog i de første moderne olympiske lege i 1896 i Athen. Han var tilmeldt i både sabel og fleuret, men kæmpede kun i fleuret. Her stillede otte fægtere til start i to puljer, og Gravelotte vandt sin pulje med sejr i alle sine kampe. I finalen mødte han vinderen af den anden pulje, hans landsmand Henri Callot, og Gravelotte vandt med 3-2. Han blev dermed Frankrigs første olympiske mester.

## Senere karriere
Gravelotte studerede medicin, da han deltog ved OL, og han blev senere læge. Som sådan virkede han under første verdenskrig, hvor han blev kendt for sit mod, når han trods faren blev på slagmarken for at behandle de sårede.
Han etablerede på et tidspunkt sit eget møbelfirma, hvilket gjorde ham ganske velhavende.
Han var i 1921 involveret i en forfærdelig ulykke, da han ved et uheld i forbindelse med en jagtudflugt tabte sit gevær, der ramte gulvet, hvorved den gik af, og kuglen ramte hans søn i hovedet, hvilket kostede ham livet.